# Het zeemonster
Het zeemonster (Duits: Meerwunder) is een kopergravure van de Duitse renaissancekunstenaar Albrecht Dürer. De kopergravure is omstreeks 1496–1500 in Neurenberg gemaakt en is 248 x 189 millimeter groot. De afbeelding toont de ontvoering van een jonge vrouw door een zeemonster. Afdrukken van de gravure bevinden zich onder andere in de collecties van het Museum Boijmans van Beuningen, de Koninklijke Collectie van het Verenigd Koninkrijk, en het Rijksmuseum te Amsterdam.
Op de gravure is een jonge vrouw te zien, die ontvoerd wordt door een bebaard zeemonster. De houding van de jonge vrouw vertoont overeenkomsten met klassieke voorbeelden uit Italië, die Dürer tijdens zijn reis naar Venetië bestudeerde. Het zeemonster heeft het bovenlijf van een man, en het onderlijf van een vis. Op zijn hoofd draagt hij een hertengewei, en aan zijn arm is het schild van een schildpad bevestigd. Op de achtergrond is een burcht of een stad te zien. De ontvoerde vrouw lijkt zelf te berusten in haar lot, maar de mensen op en bij de kust zijn ten einde raad: op de oever bevindt zich een man, die de ontvoering aanschouwt en zijn handen in wanhoop opheft. Naast hem klimmen een paar vrouwen op het land, die nog net het wisten te ontsnappen aan het zeemonster. Aan hun lichaamshoudingen is te zien dat allen hevig ontzet zijn door de plotselinge ontvoering. Zo ligt een van de vrouwen huilend naast de man.
Dürer gaf de prent de titel Het zeemonster in een aantekening in zijn dagboek op 24 november 1520, waarin hij vermeldde dat hij in Antwerpen een aantal gravures had verkocht: twee exemplaren van Adam en Eva, één exemplaar van De Heilige Hiëronymus in zijn studeervertrek, één exemplaar van Ridder, Dood en Duivel, en één exemplaar van Het zeemonster.